# 総持寺 (長浜市)
総持寺（そうじじ）は、滋賀県長浜市にある真言宗豊山派の寺院。山号は医王山。本尊は薬師如来。「ぼたん寺」とも称されている。

## 歴史
奈良時代の天平13年（741年）に聖武天皇の勅令により、行基によって国分寺の試寺として創建されたのが当寺の始まりであるという。
室町時代には実済法印によって後花園天皇の勅願を受け、室町幕府第6代将軍足利義教から寺領600石を寄進されて諸堂宇を建立している。また、京極氏や浅井氏による保護を受けて大いに繁栄していたという。
戦国時代になると元亀元年（1570年）の姉川の戦いによって織田信長の軍勢による兵火にあい伽藍が焼失する。しかし、後に豊臣秀吉によって寺領120石が寄進されて復興した。江戸時代には江戸幕府第5代将軍徳川綱吉の帰依を受けている。
当寺は真言宗豊山派の地方本山であり、江戸時代は学問所として栄た。また、小堀遠州は当寺の西隣りで生まれている。
当寺は滋賀県一の「ぼたん寺」として名高い。境内一面に約50種類500株の牡丹が植えられている。

## 境内
- 本堂

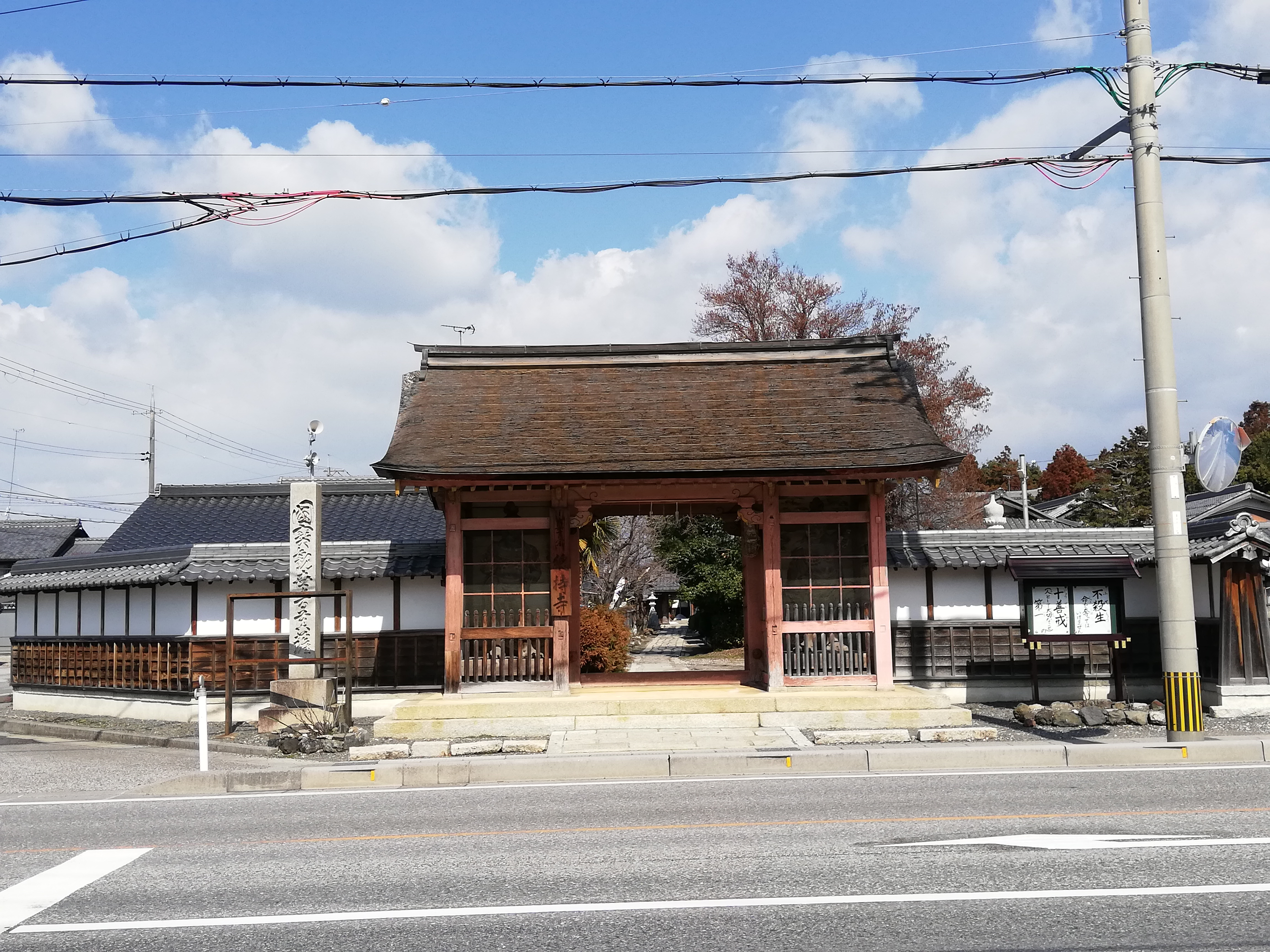
仁王門（滋賀県指定有形文化財）

- 客殿 - 元和5年（1619年）上棟。欄間、天井、敷居などに当初の原型を残している。障壁画は江戸狩野派蘭林斎常政の筆による牡丹唐獅子図[2]。
- 庫裏
- 弘法大師像
- 庭園（滋賀県指定名勝） - 池泉回遊式庭園。当寺の西隣で生まれた小堀遠州による作庭という[1]。
- 十三重石塔
- 鎮守社
- 護摩堂
- 鐘楼
- 大日堂
- 中門
- 山門（仁王門、滋賀県指定有形文化財） - 八脚門、切妻造、こけら葺。寛永12年（1635年）建立[2]。左右の仁王像は京仏師高野左京の作と伝えられる[1]。

## 文化財

### 重要文化財
- 木造聖観音立像 - 平安時代。
- 絹本著色愛染明王像 1幅 - 鎌倉時代。

### 滋賀県指定有形文化財
- 大門（仁王門）
- 草花文片面磬 1面 - 平安時代。

### 滋賀県指定名勝
- 総持寺庭園

### 長浜市指定有形文化財
- 木造千手観音立像 - 平安時代。
- 総持寺文書 18巻9冊 - 室町時代から江戸時代。

## 前後の札所
西国薬師四十九霊場
30 多禰寺　-　31 総持寺　-　32 西明寺
びわ湖百八霊場
45 良疇寺　-　46 総持寺　-　47 観音寺

## 所在地
- 滋賀県長浜市宮司町708

## アクセス
- JR北陸本線 長浜駅より徒歩約30分。
- 長浜駅下車、東出口より湖国バス「宮司北（みやしきた）総持寺前」降車すぐ。または「アルプラザ口（ぐち）」降車徒歩約7分。